# Jeon Min-seo
Đây là một tên người Triều Tiên, họ là Jeon.
Jeon Min-seo (sinh ngày 20 tháng 5 năm 2003) là một diễn viên Hàn Quốc. Cô bé được biết đến với vai trò diễn viên nhí qua các bộ phim, đặc biệt là trong Good Job, Good Job và Prime Minister and I.

## Phim truyền hình
- Prime Minister and I (KBS2, 2013-2014) vai Kwon Na-ra
- All About My Romance (SBS, 2013) vai Song Bo-ri
- Nhớ em (MBC, 2012-2013) vai Han Ah-reum lúc nhỏ
- Rooftop Prince (SBS, 2012) vai Park Ha và Bu-yong lúc nhỏ
- Gyebaek (MBC, 2011) vai Eun-go lúc nhỏ
- My Princess (MBC, 2011) vai Lee Seol lúc nhỏ
- Smile, Mom (SBS, 2010) vai Shin Dal-rae lúc nhỏ
- Bad Guy (SBS, 2010) vai Hong So-dam, con gái của Tae-ra
- Life is Beautiful (SBS, 2010)
- Wife Returns (SBS, 2009) vai Yoon Da-eun
- Good Job, Good Job (MBC, 2009) vai Lee Byul, con gái của Kang-joo
- General Hospital 2 (MBC, 2008) vai Gong-joo

## Phim điện ảnh
- Rockin' on Heaven's Door (2013) vai Ha-eun[1]
- Pitch High (2011) vai Yoon Yoo-ri
- War of the Arrows (2011) vai Ja-in lúc nhỏ
- Fortune Salon (2009) vai Tae-rang lúc nhỏ
- Ông Ngoại Tuổi 30 (2008) vai Moo Gong-hwa
- Project Makeover (2007) vai Na Jung-joo lúc nhỏ

## Giải thưởng
- 2009 MBC Drama Awards: Giải Diễn viên trẻ (Good Job, Good Job)